# 1872 en musique classique
| \| • Retour à la chronologie générale de la musique classique • \| |
| Grèce • Rome • Haut Moyen Âge • VIIIe siècle • IXe siècle • Xe siècle • XIe siècle XIIe siècle • XIIIe siècle • XIVe siècle • XVe siècle • XVIe siècle • XVIIe siècle XVIIIe siècle • XIXe siècle • XXe siècle • XXIe siècle |
| • Retour à la chronologie générale de la musique classique • |

| Années en musique classique : 1869 - 1870 - 1871 - 1872 - 1873 - 1874 - 1875    |
| Décennies en musique classique : 1840 - 1850 - 1860 - 1870 - 1880 - 1890 - 1900 |

## Événements
- La cantatrice Marietta Alboni fait ses adieux à la scène

### Créations
- 18 janvier :  Fantasio , opéra-comique de Jacques Offenbach, créé à l'Opéra-Comique.
- 5 février :  Roméo et Juliette , ouverture fantaisie (2e version) de Piotr Ilitch Tchaïkovski, créée à Saint-Pétersbourg (voir 1870 et 1886).
- 5 juin : Triumphlied, œuvre pour baryton solo, chœur et orchestre de Johannes Brahms, créée à Karlsruhe.
- 12 juin : La Princesse jaune, opéra-comique de Camille Saint-Saëns, créé à Paris.
- 1er octobre : L'Arlésienne, musique de scène de Georges Bizet, créée au Théâtre du Vaudeville.
- 30 novembre :
  - Don César de Bazan, opéra-comique de Jules Massenet, créé à l'Opéra-Comique.
  - L'Escalade en 1602, poème symphonique d'Henri Kling, créé à la Salle de la Réformation à Genève (Suisse).
- 4 décembre : La Fille de madame Angot, opéra-comique de Charles Lecocq, créé à Bruxelles.

Date indéterminée
- Édition du Traité de la musique d’Adolphe Danhauser.
- Modeste Moussorgski commence La Khovanchtchina, opéra achevé par Nikolaï Rimski-Korsakov.

- Fondation du Trinity College of Music à Londres.

## Naissances

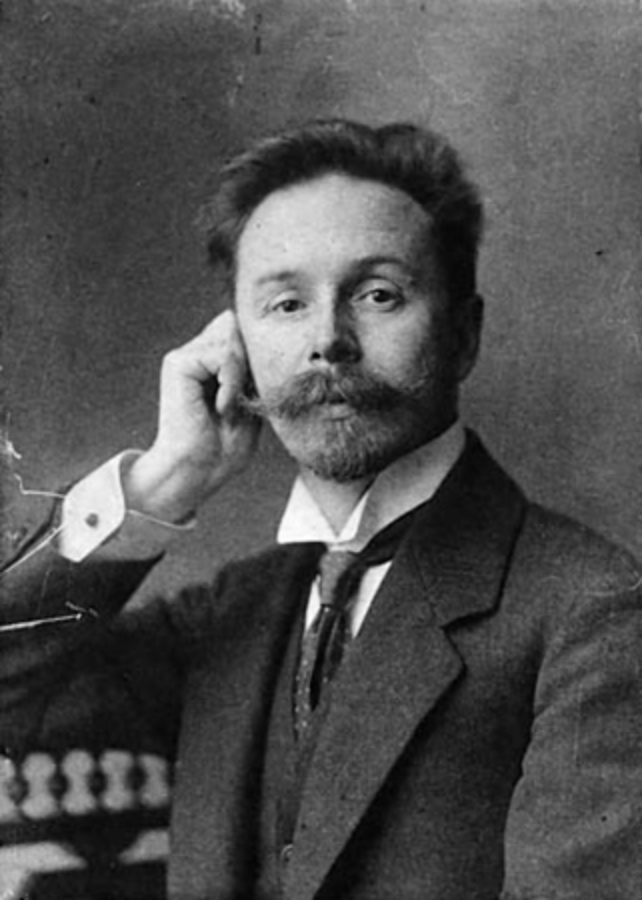
Alexandre Scriabine

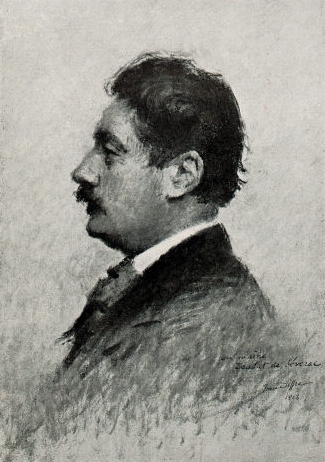
Déodat de Séverac

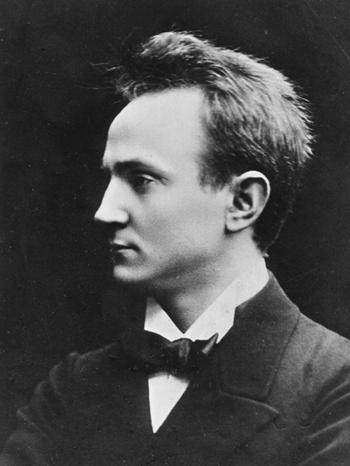
Georg Schnéevoigt

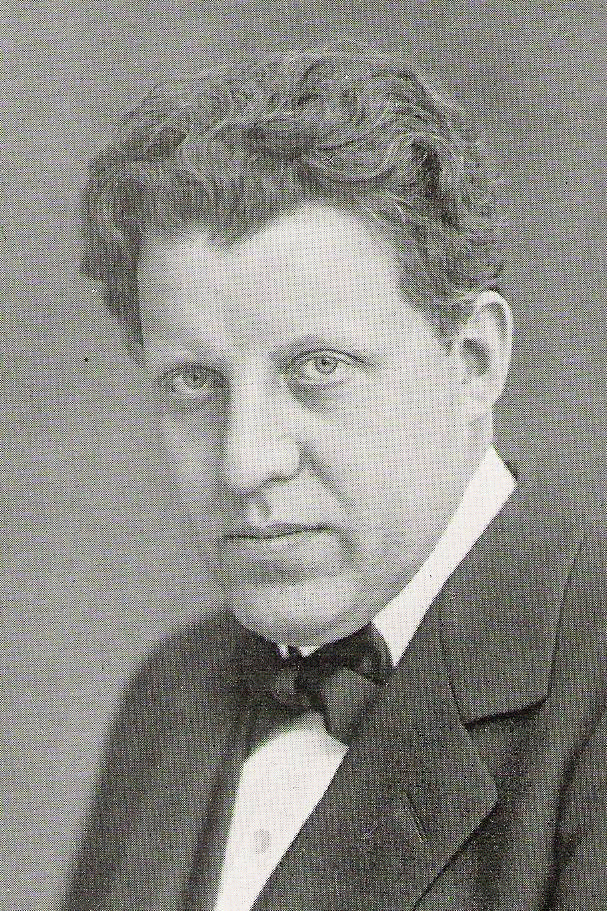
Georg Høeberg

- 6 janvier : Alexandre Scriabine, pianiste et compositeur russe († 27 avril 1915).
- 11 janvier : Paul Graener, compositeur et chef d'orchestre allemand († 13 novembre 1944).
- 16 janvier : Henri Büsser, organiste, compositeur et chef d'orchestre français († 30 décembre 1973).
- 1er février : Clara Butt, contralto anglaise († 23 janvier 1936).
- 18 février : Fernand Halphen, compositeur français († 16 mai 1917).
- 6 mars : Paul Juon, compositeur russe († 21 août 1940).
- 8 mars : Alba Chrétien-Vaguet, soprano française († 28 février 1963).
- 17 mars : Jules Écorcheville, musicologue et collectionneur français († 19 février 1915).
- 18 mars : Ludwig Herzer, médecin et librettiste autrichien († 17 avril 1939).
- 20 mars : Bernhard Sekles, compositeur, pianiste et pédagogue allemand († 8 décembre 1934).
- 22 mars : Karl Maendler, facteur d'instruments de musique allemand († 2 août 1958).
- 23 mars : Arthur Farwell, compositeur et chef d'orchestre américain  († 20 janvier 1952).
- 24 mars : Édouard Nanny, joueur, professeur et compositeur français de contrebasse († 12 octobre 1942).
- 30 mars : 
  - Misia Sert, pianiste († 15 octobre 1950).
  - Sergueï Vassilenko, compositeur russe († 11 mars 1956).
- 23 avril : Violet Gordon-Woodhouse, claveciniste et clavicordiste britannique († 9 janvier 1948).
- 29 avril : Eyvind Alnæs, compositeur, pianiste et organiste norvégien († 24 décembre 1932).
- 1er mai : Hugo Alfvén, compositeur, chef d'orchestre, violoniste et peintre suédois († 8 mai 1960).
- 8 mai : Friedrich Ludwig, musicologue allemand († 3 octobre 1930).
- 19 mai : Rosina Storchio, soprano italienne († 24 juillet 1945).
- 27 mai : Max Eschig, éditeur de musique français d'origine tchèque († 3 septembre 1927).
- 7 juin : Leonid Sobinov, chanteur d’opéra russe († 14 octobre 1934).
- 22 juin : Clara Mathilda Faisst, compositrice, pianiste et écrivain allemande († 22 novembre 1948).
- 7 juillet : Joan Lamote de Grignon, pianiste, chef d'orchestre et compositeur espagnol d'origine catalane († 11 mars 1949).
- 14 juillet : Irene Abendroth, soprano colorature autrichienne († 1er septembre 1932).
- 18 juillet : Julius Ernest Wilhelm Fučík, compositeur tchèque († 15 septembre 1916).
- 20 juillet : Déodat de Séverac, compositeur français († 24 mars 1921).
- 24 juillet : Orpha-F. Deveaux, organiste, pianiste et professeur de musique canadien († décembre 1933).
- 26 juillet : Albert Bertelin, compositeur français († 19 juin 1951).
- 8 août : Léon de Saint-Réquier, organiste, compositeur, chef de chœur, maître de chapelle et professeur de musique français († 1er octobre 1964).
- 15 août : Rubin Goldmark, compositeur, pianiste et pédagogue américain († 6 mars 1936).
- 16 août : Siegmund von Hausegger, compositeur et chef d'orchestre autrichien († 10 octobre 1948).
- 24 août : Leo Schrattenholz, violoncelliste, pédagogue et compositeur allemand († 11 avril 1955).
- 9 septembre : Edward Hill, compositeur américain († 9 juillet 1960).
- 23 septembre : Solomia Kroushelnitskaya, soprano lyrique ukrainienne († 16 novembre 1952).
- 6 octobre : Ernest Vizentini, bassoniste français († avant mars 1928).
- 12 octobre : Ralph Vaughan Williams, compositeur britannique († 26 août 1958).
- 15 octobre : Félix Vieuille, chanteur basse français d'opéra († 28 février 1953).
- 25 octobre : Lazare-Auguste Maquaire, organiste et compositeur français († 11 juillet 1906).
- 8 novembre : Georg Schnéevoigt, chef d'orchestre et violoncelliste finlandais († 28 novembre 1947).
- 11 novembre : Frederick Stock, chef d'orchestre américain († 20 octobre 1942).
- 24 novembre : Félix Reuchsel, violoniste, professeur de musique et organiste français († 11 janvier 1935).
- 12 décembre : Karel Hoffmann, violoniste et professeur de musique tchèque († 30 mars 1936).
- 21 décembre : Lorenzo Perosi, compositeur italien de musique sacrée († 12 octobre 1956).
- 23 décembre : Vilém Kurz, pianiste et professeur tchèque († 25 mai 1945).
- 27 décembre : Georg Høeberg, compositeur et chef d'orchestre danois († 3 août 1950).

## Décès

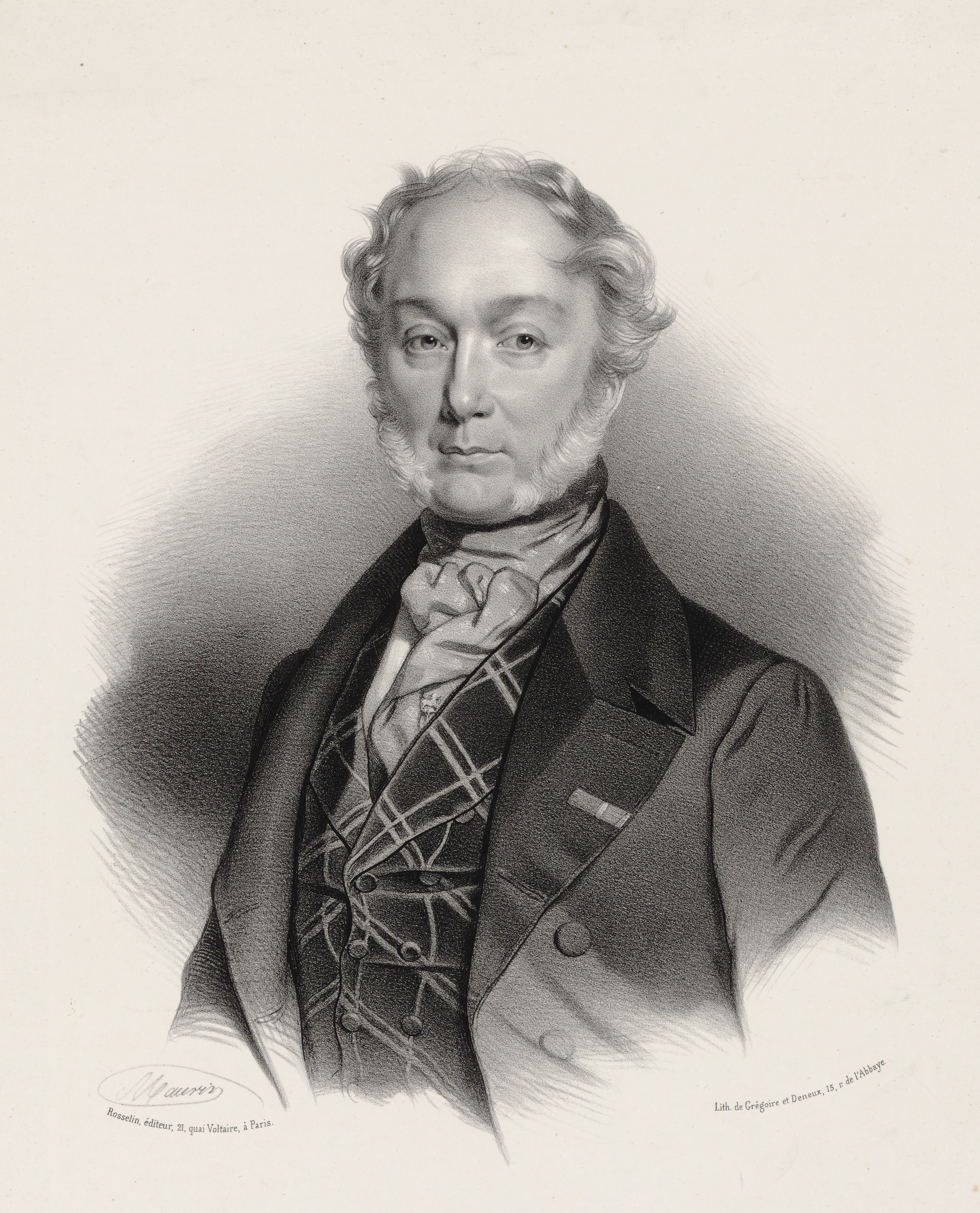
Michele Carafa

- 2 mai : Charles-Amable Battaille, basse d'opéra français (° 2 mai 1822).
- 6 mai : Giulio Regondi, guitariste, concertiniste, et compositeur italien (° 1822).
- 9 mai : Antoine Renard, ténor d'opéra français (° 15 février 1825).
- 4 juin : Stanisław Moniuszko, compositeur, pianiste, organiste, directeur de théâtre et pédagogue polonais (° 5 mai 1819).
- 27 juin : Michel Carré, auteur dramatique et librettiste français.
- 11 juillet : Eugenia Tadolini, soprano italienne (° 5 juillet 1809).
- 26 juillet : Michele Enrico Carafa, compositeur italien (° 28 novembre 1787).
- 4 août : Wilhelm Wieprecht, chef d'orchestre, compositeur allemand, réformateur de la musique  militaire et inventeur d'instrument de musique (° 10 août 1802).
- 20 août : Eugène Prévost, chef d'orchestre et compositeur (° 23 avril 1809).
- 29 septembre : Déryné Róza Széppataki, actrice et soprano hongroise (° 23 décembre 1793).
- 20 novembre : Francesco Lucca, éditeur italien d'ouvrages musicaux (° 21 décembre 1802).
- 7 décembre : Pierre Baumann, compositeur, chef d'orchestre et violoncelliste français (° 20 novembre 1795).